# Одетта (співачка)
Одетта Голмс (англ. Odetta Holmes; 31 грудня 1930 року, Бірмінгем, Алабама — 2 грудня 2008, Нью-Йорк), більш відома під сценічним ім'ям Одетта — американська співачка й політична активістка, яку вважали «голосом руху боротьби за громадянські права» (англ. The Voice of the Civil Rights Movement).
Її музичний репертуар значною мірою складався з американської народної музики, блюзу, джазу та спіричуел. Відігравши важливу роль у відродженні американської народної музики 1950-х та 1960-х років, вона вплинула на багатьох ключових прибічників процесу Відродження американської фолк-музики того часу, включаючи Боба Ділана, Джоан Баез, Мейвіс Стейплз та Дженіс Джоплін.
Журнал «Тайм» увів її композицію «Take This Hammer» до свого списку «100 найпопулярніших пісень», зазначивши, що «Роза Паркс була її шанувальницею № 1, а Мартін Лютер Кінг назвав її „королевою американської народної музики“». Одетта набула популярності й як акторка: вона знялася в кількох фільмах, закрема в «Cinerama Holiday» (1955), «Sanctuary» за однойменним романом Вільяма Фолкнера, «The Autobiography of Miss Jane Pittman» (1974).

## Життєпис

### Ранні роки
Одетта народилася 31 грудня 1930 року в Бірмінгемі, штат Алабама.
Зростала майбутня співачка в Лос-Анджелесі, куди родина переїхала з Глибокого Півдня в період Великої депресії. Там вона закінчила середню школу (Belmont High School), потім навчалася музики в Міському коледжі Лос-Анджелеса, займаючись оперним співом із 13 років і одночасно працюючи служницею. Мати мріяла про кар'єру для дочки, як у Маріан Андерсон, але сама дівчинка мала сумніви щодо шансів виступити в Метрополітен-опера.
Її професійний дебют відбувся в 1944 році, протягом наступних чотирьох років вона співала в ляльковому театрі Turnabout Theatre разом із Ельзою Ланчестер. У 1949 році Одетта приєдналася до національного туру мюзиклу «Веселка Фініана» (англ. Finian's Rainbow), а після 1950 року сконцентрувалася на народній музиці.

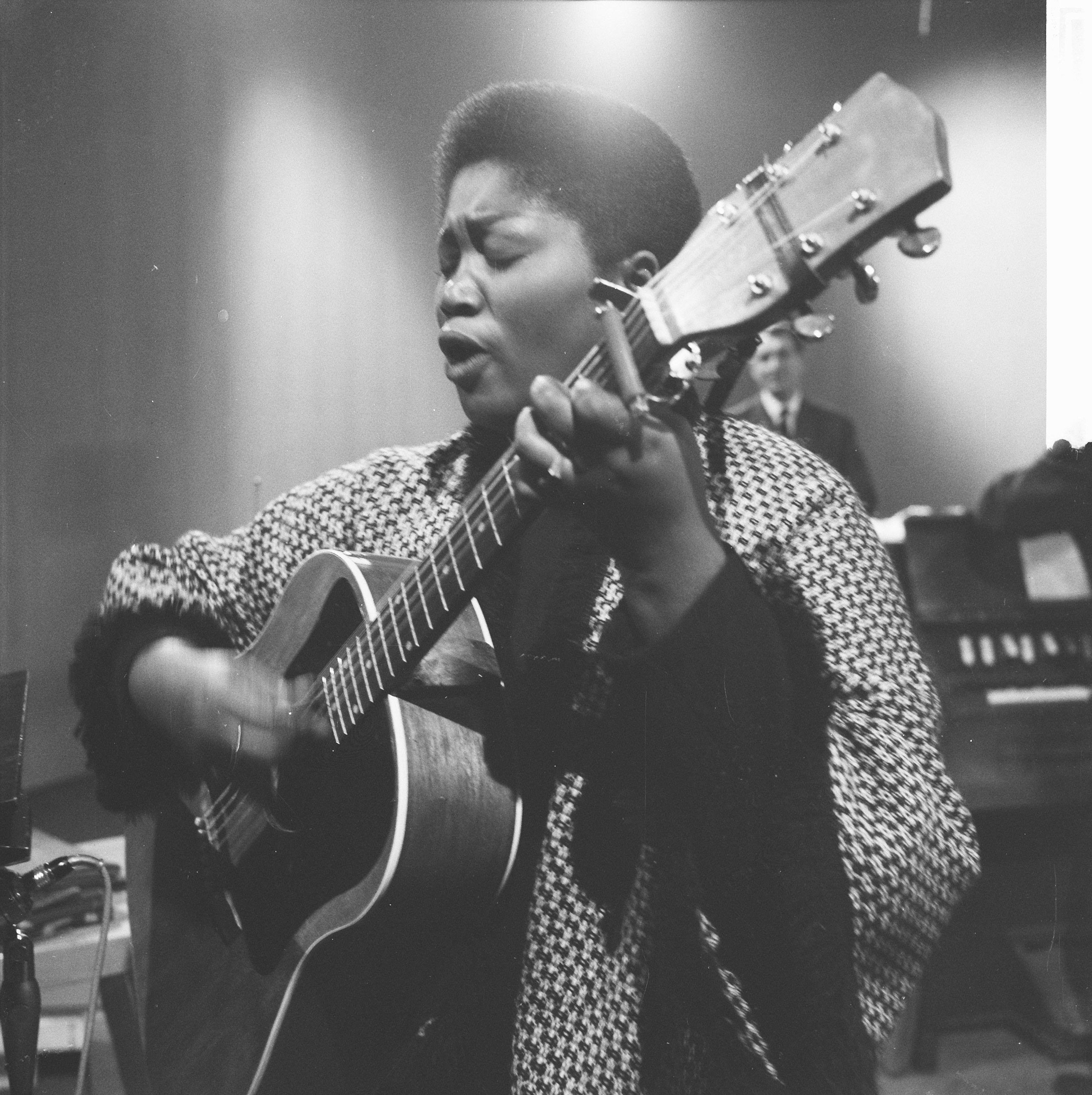
Запис на телестудії в Амстердамі 4 грудня 1961

Першу популярність Одетті приніс альбом «The Tin Angel», записаний з Ларрі Мором і випущений Fantasy Records у 1954 році. Уже через рік співачка почала успішну сольну кар'єру. У 1961 році пісня «There's a Hole in My Bucket», записана нею з Гаррі Белафонте, піднялася на 32-гу позицію в UK Singles Chart. У тому ж році Мартін Лютер Кінг назвав Одетту «королевою американської фолк-музики». Альбом «Odetta Sings Folk Songs» став одним із фолк-бестселерів 1963 року. Значний резонанс мав її виступ на марші борців за громадянські права у Вашингтоні в 1963 році, де вона виконала «O Freedom». Сама співачка, згадуючи свою участь у русі за громадянські права, називала себе «рядовим однієї великої армії».
У цей же період, розширюючи сферу музичних пошуків, Одетта у кількох альбомах виступила не соло, а в супроводі оркестру. У 1968 році вона блискуче виступила на меморіальному концерті Вуді Гатрі.

### Подальша кар'єра
1976 року Одетта виступила в ролі Музи Америки в опері «Be Glad Then, America» Джона Ла Монтейна, присвяченій 200-річчю США.
У травні 1979 року в ефірі програми «Say Brother» на державному телебаченні Одетта виконала пісню «Give Me Your Hand» та розповіла про свої духовні цінності, витоки своєї творчості та свою діяльність у справі боротьби за громадянські права.
У період із 1970 по 1999 роки співачка випустила лише два студійні альбоми: «Movin' It On» (1987) та нову версію «Christmas Spirituals» (1988).
Починаючи з 1998 року, Одетта повертається до записів та гастролей. Новий альбом «To Ella», записаний у прямому ефірі та присвячений її подрузі Еллі Фіцджеральд, яка померла 1996 року, вийшов у 1998 році на лейблі «Silverwolf Records».
29 вересня 1999 року президент Білл Клінтон за рішенням Національного фонду мистецтв нагородив співачку Національною медаллю мистецтв. У 2004 році Одетту було відзначено Центром виконавських мистецтв Кеннеді «Премією візіонерів» (англ. Visionary Award), а в 2005 році Бібліотека Конгресу назвала її «живою легендою».
Один з останніх альбомів співачки, «Gonna Let It Shine», в 2007 році був номінований на Grammy в категорії «Best Traditional Folk Album».

### Останній тур

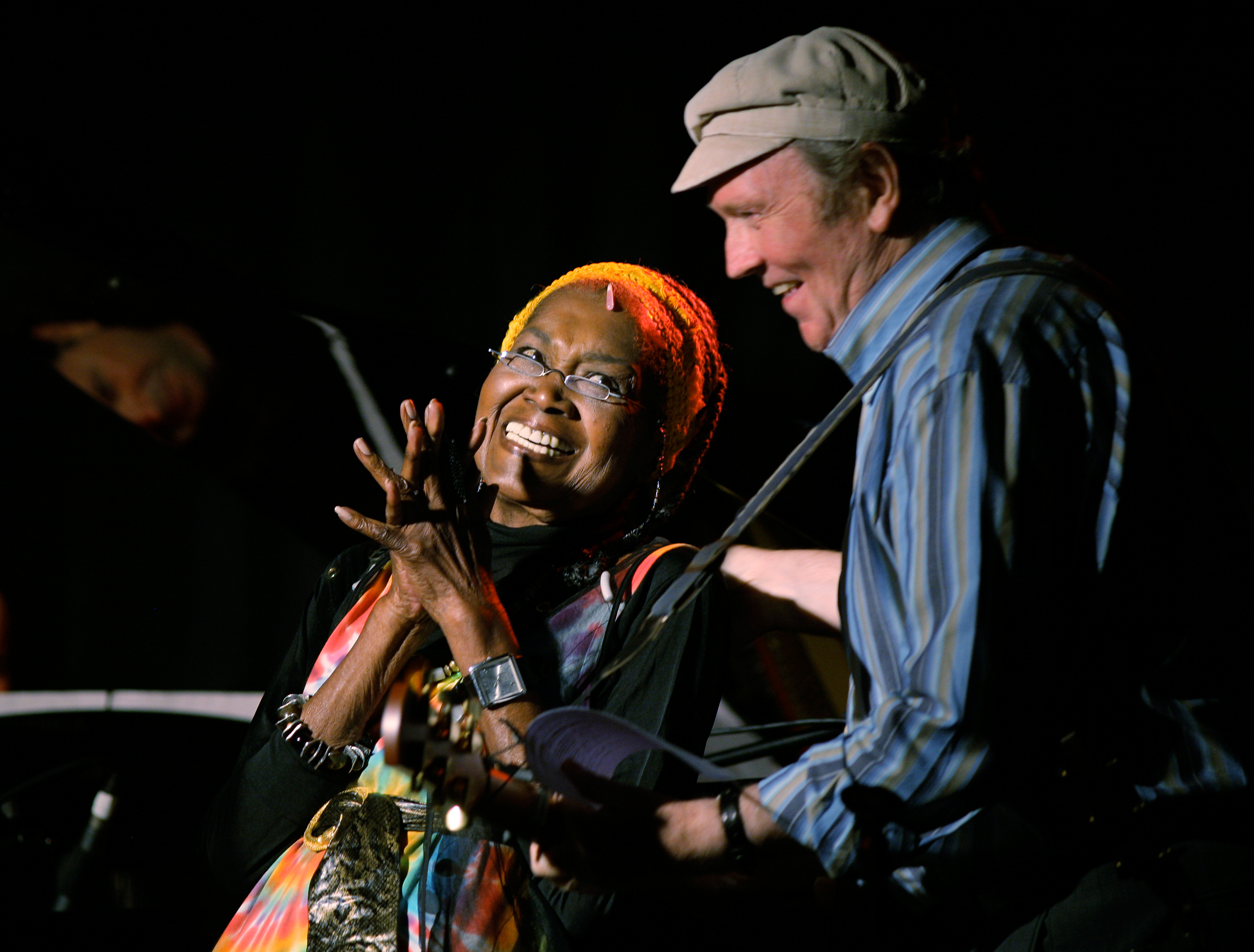
Одетта з Ліамом Кленсі в липні 2006

21 січня 2008 року Одетта була головною доповідачкою на церемонії вшануванні пам'яті Мартіна Лютера Кінга в Сан-Дієго, після чого відбулися концерти в Сан-Дієго, Санта-Барбарі, Санта-Моніці та Мілл-Веллі.
Влітку 2008 року, у віці 77 років, вона розпочала тур по Північній Америці, де співала, сидячи в інвалідному візку. Її репертуар в останні роки включав «This Little Light of Mine (I'm Gonna Let It Shine)», «The Bourgeois Blues» (Лідбеллі), «(Something Inside) So Strong», «Sometimes I Feel Like a Motherless Child» та «The House of the Rising Sun».
Одетта виступила 30 червня 2008 року в нічному клубі «The Bitter End» на Блікер-стріт в Нью-Йорку в концерті на честь Ліама Кленсі. Її останній великий концерт відбувся перед тисячами людей у парку «Золота брама» в Сан-Франциско 4 жовтня 2008 року на фестивалі «Hardly Strictly Bluegrass», а останній виступ — у клубі «Hugh's Room» у Торонто 25 жовтня.

### Смерть
У листопаді 2008 року здоров'я Одетти почало погіршуватись, і її поклали в нью-йоркську лікарню Lenox Hill Hospital. Співачка сподівалася виступити на інавгурації Барака Обами 20 січня 2009 року, але померла від хвороби серця 2 грудня 2008 року.
На панахиді за нею в лютому 2009 року в Ріверсайдській церкві Нью-Йорка були присутні Майя Енджелоу, Піт Сіґер, Гаррі Белафонте, Джеффрі Голдер, Стів Ерл. Були показані також відеозаписи зі словами пам'яті та скорботи від Тевіса Смайлі та Джоан Баез.

## Значення творчості
Одетта, яка виконувала блюз, фолк, спіричуел, джаз, мала помітний вплив на розвиток фолк- і блюз-року, рутс-музики в цілому; її вплив на власну творчість визнавали Боб Ділан, Джоан Баез, Мевіс Степлс і Дженіс Джоплін.
1999 року американський президент Білл Клінтон нагородив співачку Національною медаллю мистецтва (англ. National Medal of Arts), найвищою нагородою у цій галузі. А в 2003 Бібліотека Конгресу назвала її «живою легендою».

## Дискографія

### Студійні альбоми
- 1954 — The Tin Angel (з Ларрі Мором)
- 1957 — Odetta Sings Ballads and Blues
- 1957 — At the Gate of Horn
- 1959 — My Eyes Have Seen
- 1960 — Ballad For Americans and Other American Ballads
- 1960 — Christmas Spirituals
- 1962 — Odetta and The Blues
- 1962 — Sometimes I Feel Like Cryin'
- 1963 — One Grain of Sand
- 1963 — Odetta and Larry
- 1963 — Odetta Sings Folk Songs
- 1964 — It's a Mighty World
- 1964 — Odetta Sings of Many Things
- 1965 — Odetta Sings Dylan
- 1967 — Odetta
- 1970 — Odetta Sings
- 1987 — Movin' It On
- 1988 — Christmas Spirituals (new recording)
- 1999 — Blues Everywhere I Go
- 2001 — Looking For a Home

### Концертні альбоми
- 1960 — Odetta at Carnegie Hall
- 1962 — Town Hall
- 1966 — Odetta in Japan
- 1973 — The Essential Odetta (компіляція з концертів Carnegie Hall та Town Hall)
- 1976 — Odetta at the Best of Harlem
- 1998 — To Ella
- 2002 — Women in (E)motion
- 2005 — Gonna Let It Shine

### Збірки
- 1963 — Odetta
- 1967 — The Best of Odetta
- 1968 — Odetta Sings The Blues
- 1994 — The Best of Odetta: Ballads and Blues
- 1999 — The Best of the Vanguard Years
- 2000 — Livin' with the Blues
- 2000 — Absolutely the Best
- 2002 — The Tradition Masters
- 2006 — Best of the M.C. Records Years 1999—2005
- 2007 — Vanguard Visionaries